# بومان براون لو
بومان براون لو هو سياسي كندي، ولد في 29 يوليو 1855 في دوغلاس في الولايات المتحدة، وتوفي في 3 فبراير 1916 في أوتاوا في كندا. نشط حزبياً في الحزب الليبرالي الكندي. وقد انتخب عضو مجلس العموم الكندي.